# Tatort: Romeo und Julia
Romeo und Julia ist ein Fernsehfilm aus der Krimireihe Tatort. Der vom SWR produzierte Beitrag ist die 521. Episode der Reihe und wurde am 5. Januar 2003 im Ersten Programm der ARD ausgestrahlt. Lena Odenthal ermittelt in ihrem 27. Fall als Tatortkommissarin einen Mord an einem jungen Mann aus dem rechtsradikalen Milieu.

## Handlung
Lena Odenthal und Mario Kopper weilen gerade in Italien, weil Kopper zu einer Hochzeit eingeladen war. Auf der Rückfahrt begleitet sie der junge Marcello, der sich um seine deutsche Freundin Sorgen macht. Sein Vater besteht zwar darauf, dass Marcello erst einmal in Italien bleibt und seine Ausbildung macht, aber er will unbedingt zu Julia.
Julias Bruder lehnt Marcello als Italiener ebenso ab, wie Marcellos Familie seine deutsche Freundin. Als Robbi ihn mit Gewalt von seiner Schwester fernhalten will und dabei ein Messer zückt, verteidigt sich Marcello mit einem Stock. Dabei trifft er Robbi so unglücklich am Kopf, dass dieser am Boden liegen bleibt. Erschrocken fliehen Julia und der leicht verletzte Marcello und verstecken sich in einem alten Abbruchgebäude. Ihrer Mutter lässt sie ausrichten, dass sie mit einer Freundin ein paar Tage nach Frankreich fahren würde.
Odenthal und Kopper werden zum Fundort der Leiche von Robbi gerufen. Schnell finden sie heraus, dass er zu einer Clique von Neonazis gehörte und auch nicht davor zurückschreckte, seine Mutter und seine Schwester zu schlagen. Nachdem in der Nähe in eine Apotheke eingebrochen wird und nur Schmerzmittel gestohlen werden, sind sich die Ermittler sicher, dass dies mit ihrem Fall zusammenhängt. Als Odenthal Julia zufällig trifft und damit die Aussage ihrer Mutter nicht stimmen kann, hält es die Ermittlerin für möglich, dass Julia ihrem Bruder etwas angetan hat, möglicherweise aus Wut über dessen Gewalttätigkeit gegen ihre Mutter.
Während Odenthal und Kopper weiter nach Indizien suchen, sinnen Marcello und Julia nach einem Ausweg. Sie wollen sich nie wieder trennen und für immer zusammenbleiben, sodass sich Marcello nicht der Polizei stellen kann und so will er mit Julia nach Italien fliehen. Um das zu organisieren, muss er sie jedoch noch einmal allein lassen und zu Roberto, Koppers Freund. Kopper ist auch gerade bei ihm und er bemerkt sofort, dass mit Marcello etwas nicht stimmt, aber er verrät ihn nicht. Es wird ihm auch jetzt klar, dass Robbis Schwester „seine“ Julia ist.
Odenthal gelingt es, Julia zu finden und versucht mit ihr zu reden, doch sie hüllt sich in Schweigen. Nachdem sie dann plötzlich behauptet sie hätte ihren Bruder umgebracht, kommen der Ermittlerin Zweifel. Julia könnte jemanden schützen wollen, möglicherweise ihren Freund, den Odenthal im Gegensatz zu Kopper nicht kennt. Julia gelingt die Flucht und sie trifft sich mit Marcello, der alles für ihre Reise nach Italien vorbereitet hat.
Zur Klärung der Ereignisse am Tatabend wollen die Ermittler Robbis Nazi-Freunde befragen. Odenthal spricht mit Marie und erfährt von ihr, dass Julias Freund ein Italiener ist. Damit ist auch ihr klar, dass dies nur Marcello sein kann und der ist bereits mit Julia auf dem Weg nach Italien. So reisen Odenthal und Kopper hinterher und sprechen mit Marcellos Vater. Der ist zwar schockiert als er erfährt, dass sein Sohn jemanden umgebracht haben soll, aber er stellt sich auch schützend vor ihn, sodass die beiden jungen Leute erneut die Flucht ergreifen können. In ihrer Not wollen sie lieber zusammen sterben, als ins Gefängnis gehen und so schwimmen sie beide aufs offene Meer hinaus. Odenthal alarmiert die Küstenwache und es gelingt ihnen die beiden vor dem Ertrinken zu retten. Julia spricht nun endlich mit der Ermittlerin und so erfährt diese, dass Marcello sich nur gegen Robbi gewehrt hatte. Als sie ihr auch noch erzählt, dass ihr Bruder ein paar Tage zuvor zugelassen hat, dass dessen Freund Leo Julia vergewaltigt, hat die Ermittlerin ein Einsehen und nimmt Marcello nicht mit nach Deutschland, sondern lässt die beiden ihre junge Liebe leben.

## Rezeption

### Kritik
„Gott, wie düster: eine deutsch-italienische Liebe ohne Chance, ein brutaler Bruder, überanstrengte Polizei […], und Ludwigshafen ähnelt Italien: alles Müll. Ein ‚Tatort‘ […] als Zuschauervergrämungsübung.“

### Einschaltquote
Die Erstausstrahlung von Romeo und Julia am 5. Januar 2003 wurde in Deutschland von 6,64 Millionen Zuschauern gesehen und erreichte einen Marktanteil von 19,9 % für Das Erste.

### Auszeichnung
Denis Moschitto erhielt den Günter-Strack-Fernsehpreis 2003 in der Kategorie Bester Schauspieler.

„Denis Moschitto spielt Marcello, diesen sympathischen Underdog, mit geradezu verblüffender Intensität. Man glaubt ihm wahrhaftig seine Angst, seine Schuldgefühle, seine Verzweiflung und seine Panik genauso wie seine Zärtlichkeit und seine bedingungslose Liebe zu Julia, um die er mit allen Mitteln kämpft.“